# Pyrrhalta martensi
Pyrrhalta martensi là một loài bọ cánh cứng trong họ Chrysomelidae. Loài này được Medvedev & Sprecher-Uebersax miêu tả khoa học năm 1999.